# Дэджазмач
Дэджазмач (деджазмач, амх. ደጅአዝማች, däǧʾäzmač (dəd͡ʒʔəzmat͡ʃ)), также дэджач — старейший военный почётный титул и один из старейших придворных титулов в средневековой Эфиопии.
Титул дэджазмач означает «защищающий вход в императорский шатер» и происходит ещё из тех времён, когда эфиопский император (негус) не имел постоянной резиденции.
Дэджазмач командовал войсками, охранявшими лично особу императора. Приблизительно с 1800 года этот титул носил кто-либо из влиятельнейших князей Эфиопии. Он имел почётное право владения до 12 барабанами-негарит, при этом один негарит соответствовал одной из провинций подчинения. Первым из деджазмачей всегда считался правитель провинции Бегемдэр. Позднее этот титул также носили правители провинций Сидамо и Бале.
В 1930 году звание дэджазмач в эфиопской армии было заменено на звание генерал-полковник.